# Таємні війни
Marvel Super Heroes Secret Wars, широко відомі як Таємні війни (англ. Secret Wars) — це обмежена серія американських коміксів із дванадцяти випусків, видана Marvel Comics з травня 1984 по квітень 1985 року. Серія коміксів була написана Джимом Шутером, а художниками стали Майк Зек і Боб Лейтон. Комікс був пов’язаний з однойменною лінією іграшок від Mattel.

## Історія видання
Серія коміксів була задумана головним редактором Marvel Comics Джимом Шутером. В одинадцятому номері новинного журналу Marvel Age, опублікованому в лютому 1984 року, колонка новин анонсувала серію як «Космічні чемпіони». Через місяць у дванадцятому випуску Marvel Age була опублікована історія на обкладинці серіалу зі зміненою назвою «Таємні війни».
Шутер заявив:
Кеннер отримав ліцензію на DC Heroes, а Mattel мав He-Man, але хотів підстрахуватися на випадок, якщо супергерої стануть наступною великою модою. Їх зацікавили персонажі Marvel, але тільки якщо ми організуємо видавничу подію, яка приверне багато уваги, і вони зможуть побудувати навколо неї тему. Фанати, особливо молоді фанати, часто пропонували мені «одну велику історію з усіма героями та всіма лиходіями», тож я це запропонував.
Далі Шутер пояснив внесок Mattel у серію:
Ми розглянули низку ідей щодо назв для лінії та серії іграшок. Тести фокус-груп Mattel показали, що діти позитивно реагують на слова «війни» та «таємні». Добре.

 У Mattel була низка інших вимог. «Доктор Дум», казали вони, виглядає надто середньовічно. Його броню треба було б зробити більш високотехнологічною. Так було б і з Залізною людиною, тому що їхні фокус-групи показали, що діти реагували позитивно... тощо. Добре. 

 Вони також сказали, що повинні бути нові фортеці, транспортні засоби та зброя, тому що вони хотіли ігрових наборів, дорожчих товарів і додаткової ігрової вартості. Добре. 

Коли прийшов час «зробити» це, я зрозумів, що тільки я можу це написати.
Перехресні назви включають The Amazing Spider-Man #249–252, The Avengers #242–243, Captain America #292, The Incredible Hulk (vol. 2) #294–295, Iron Man №181–183,  The Thing №10–22,  Fantastic Four №265,  Marvel Team-Up №141,  The Uncanny X-Men, №178–181.  і Thor №341. У 1987 році Thor №383 був представлений як раніше нерозказана історія з Marvel Superheroes Secret Wars.

## Короткий зміст сюжету
Космічна сутність під назвою Потойбічний спостерігає за основним всесвітом Marvel. Зачарований присутністю супергероїв на Землі та їхнім потенціалом, ця сутність обирає групу героїв і суперлиходіїв і телепортує персонажів проти їхньої волі до «Світу битви», планети, створеної Потойбійцями у далекій галактиці. Цей світ також був забезпечений інопланетною зброєю та технологіями. Тоді Потойбічний заявляє: «Я з потойбіччя! Убийте своїх ворогів, і все, чого ви забажаєте, стане вашим! Нічого, про що ти мрієш, мені неможливо здійснити!».
Серед героїв — Месники (Капітан Америка, Капітан Марвел, Соколине Око, Залізна Людина, Жінка-Галк, Тор, Оса та Галк), три члени Фантастичної четвірки (Людський факел, Містер Фантастик і Істота), соло герої (Людина-павук і Жінка-павук) і команда мутантів Люди Ікс (Колос, Циклоп, Найткраулер, Професор Ікс, Роуґ, Шторм, Росомаха та Дракон Локгід). Маґнето представлений як герой, але відразу стає не приєднаним, коли Месники сумніваються в його присутності. У 2015 році «Таємні таємні війни Дедпула» виявили, що Дедпул також був обраним героєм, але Оса випадково змусила інших персонажів забути про його участь.
Серед лиходіїв — Людина-поглинач, Доктор Дум, Доктор Восьминіг, Чарівниця, Канґ Завойовник, Кло, Ящірка, Людина-Молекула, Титанія, Альтрон, Вулкана та Команда руйнівників. Космічна сутність Ґалактус також з'являється як лиходій, який одразу стає неприєднаною сутністю.
Герої (Люди Ікс вирішили залишитися окремою одиницею) і лиходії мають кілька сутичок. Перш за все, Ґалактус виснажує енергію Альтрона, який намагається протистояти Потойбійцям за допомогою Доктора Дума, але обох легко перемогли. Коли всі інші досягають Світу Битв, Маґнето залишає героїв відчувати себе відкинутими, а Канґ відстрілює Доктора Дума на базу героїв, коли той намагається згуртувати лиходіїв. Герої перемагають у першій сутичці, змушуючи лиходіїв відступати, але на них нападає Альтрон, який був відновлений Доктором Думом. Потім герої нападають на Маґнето, але він захоплює Осу і бере її до своєї фортеці, де вони потрапляють у пастку погоди; Люди Ікс вирішують приєднатися до Маґнето. Дум створює лиходіїв Титанію і Вулкану, потім разом з лиходіями, що залишилися, веде штурм бази героїв, база знищується, а героїв розчавлює гора. Тор і Чарівниця в той час не були там, і коли вони повертаються, Тор зникає, намагаючись битися з лиходіями, Дум також змушує Альтрона вбити Канґа як розплату за минуле.
Коли Люди Ікс прибувають до Маґнето, вони утворюють альянс, але Оса йде. Виявляється, що Галк врятував усіх з гори, Тор також повертається, приховавши свою втечу блискавкою. Герої знаходять село, перенесене в Світ Битв, де Ґалактус викликав свій корабель, Таа II, щоб він міг поглинути планету. Усі борються з ним, поки фракція Дума повертається і атакує героїв, він пробирається на корабель Ґалактуса, де знаходить Кло і змушує його приєднатися до лиходіїв. Тим часом Оса подружилася з Ящіркою, але була важко поранена Командою руйнівників, перш ніж її повернули героям. Друга Жінка-Павук, Джулія Карпентер, також представлена.
Люди Ікс виграють ще одну битву зі лиходіями, до цього часу Ґалактус помічає вулкани і намагається відремонтувати планету, відправивши Дума назад на свою базу. Професор X каже Капітану Америці боротися з лиходіями, поки вони дбають про Ґалактуса. Після того, як герої знову перемагають, Містер Фантастик поміщає поранених у цілющі фактори, Заджі вдається оживити Осу. На базі лиходія Людина-Павук вперше знаходить і одягає свій чорний костюм, але саме там Ґалактус починає пожирати планету. Містер Фантастік пропонує йому дозволити з'їсти планету, адже тоді Потойбічний забере його вічний голод, але Капітан Америка та решта переконують його проти цього. Повернувшись на базу героїв, Доктор Дум і Кло втікають, перший використовує тіло останнього для створення машини, яка поглинає силу Ґалактуса, навіть після того, як він поглинає свій власний корабель. Зі своєю новою силою Доктор Дум тимчасово краде силу Потойбічного.
Людина-молекула приводить лиходіїв у квартиру Волкани на Світі Битв Світів, а потім повертає Денвера на Землю. Дум скликає героїв до своєї нової «Вежі доль», де він оживляє Канґа та повертає його у свій час перед ними та розкриває, що Ґалактуса забрала Нова. Він вбиває всіх героїв стрілою, коли вони відмовляються приєднатися до нього. Зсаджі відроджує їх ціною свого життя, і вони борються з Кло та створеними ним монстрами, включаючи Альтрона, тоді як сили Дума виходять з-під контролю завдяки тому, що Кло переконав його використати їх знову. У той час як Оса знищує Альтрона, а інші подбають про решту, Потойбічний, який заволодів Кло забирає свої сили та телепортує Дума та Кло. Після похорону Зсаджі всі дізнаються, що вивільнена енергія Потойбіччя перетворила Світ Битв на місце, де виконуються бажання. Незабаром містер Фантастик будує портал, який може повернути додому кожного. Однак Річ, отримавши здатність повертатися до своєї первісної людської форми Бена Грімма за бажанням, вирішує залишитися у Світі Битв і досліджувати галактику протягом року.
Наступні випуски серіалів, пов’язаних із Таємними війнами, відкриваються одразу після повернення декого в Marvel: Річ замінено Жінкою-Галк у Фантастичній четвірці. Людина-павук має новий костюм, спочатку не підозрюючи, що це насправді інопланетний симбіот (згодом симбіот зв’яжеться з журналістом Едді Броком, народивши лиходія, відомого як Веном), Колос припиняє свої романтичні стосунки з розбитою горем Кітті Прайд, а Галк отримав травму ноги від Альтрона.

## Сприйняття
«Таємні війни» були бестселером, коли їх опублікували в 1984 році, продавши більше копій, ніж будь-який інший комікс за попередні 25 років. Незважаючи на фінансовий успіх, його не дуже добре сприйняли критики, коли його опублікували, критикуючи за його ненадихаючий вміст. Оголошення продовження серії коміксів «Таємні війни II » від Керол Каліш, тодішнього менеджера з прямих продажів Marvel, було вперше зустрінуте освистуванням. Каліш навіть цитував слова: «Давайте будемо чесними. Секретні війни були лайном, чи не так? Але це продавалося?».
У 2011 році IGN назвав «Таємні війни» однією з найкращих коміксів. Їхні автори вважали дію та дурнуватість історії приємними. Вони також підкреслили вплив, який це мало на всесвіт Marvel, представивши симбіота та нових персонажів. У 2011 році Алекс Залбен з MTV News назвав «Таємні війни» другою найбільшою комічною подією в історії, після лише події «Кризи на нескінченних землях» DC Comics. Залбен високо оцінив історію та тривалий вплив «Таємних воєн» на всесвіт Marvel, а також вшанував сюжет як «напівофіційний перший Event Comics».

## Сиквел
Через рік було опубліковано «Таємні війни II», де Потойбійці відвідали Землю та мали зв’язок майже з усіма коміксами Marvel, написаними на той час.
Marvel опублікував третю частину про «Таємні війни», написану Стівом Енґлгартом і намальовану Кітом Поллардом, у двох випусках серії «Фантастична четвірка» (історія «Таємні війни III» у «Фантастичній четвірці» №318–319 (вересень–жовтень 1988)).
У 2006 році серія шести номерів під назвою Потойбіччя! була опублікована Marvel. Написаний Дуейном Макдаффі та проілюстрований Скоттом Колінзом, він посилався на оригінальну подію «Таємні війни» з подібною передумовою, оскільки Потойбічний знову перемістив супергероїв і суперлиходіїв землі, щоб битися у Світі Битв.
Spider-Man & the Secret Wars, неканонічна міні-серія Marvel Adventures для всіх віків, вийшов у 2010 році. У ньому розповідається історія з точки зору Людини-павука та є великі розбіжності з оригінальною подією. Ці розповіді включають те, як він отримав силу Потойбійця та створив «Нове Паркер-Сіті», Людину-павука, яка шпигує за Доктором Думом, а також історію про підозри Людини-павука щодо Галка. Він був випущений разом із «Месниками та Рукавицею Нескінченності» та «Капітаном Америкою та Сагою про Корвака», подібними самодостатніми переосмисленнями минулих подій для всіх віків, які, здається, відбуваються окремо від стандартних «Marvel Adventures».
У 2015 році в рамках сучасної події «Таємні війни» було випущено Deadpool's Secret Secret Wars. Ця міні-серія із чотирьох випусків переказує події оригінального міні-серії з точки зору Дедпула та виправляє невідповідності з оригінальними та пізнішими подіями. Серед них була раптова зустріч Оси та Маґнето на одну ніч, а також призначення таємних щитів з оригінальної лінії іграшок. Зрештою з’ясувалося, що Оса через відразу чи жаль, побачивши хворе на рак тіло Дедпула, випадково змусила всіх забути про його участь у сюжетній лінії.

## Підробки
Шість випусків міні-серіалу коміксів видавництва IDW Publishing Cartoon Network Super Secret Crisis War із різними персонажами з Cartoon Network є підробкою коміксів Marvel «Таємні війни» і «Криза на нескінченних Землях» DC Comics, назва якої взята з цих двох книг.

## Інші версії

### А що як...?
Деякі питання «А що як...?» обертаються навколо таємних війн:
- «Чудовий новий світ» Джея Фаербера та Ґреґґа Шиґіла досліджував, що сталося б, якби герої опинились у Світі Битв[27] після того, як Ґалактус і Потойбійці знищили один одного в битві. Битва триває деякий час, але після смерті Бульдозера, Капітана Марвела, Циклопа, Доктора Восьминога, Канґа, Маґнето та Жінки-павука обидві сторони оголошують мир. Галк вирушає в пустелю, щоб знайти спосіб повернути всіх додому, а Доктор Дум будує копію свого Латвійського замку. Чарівниця зникає, містер Фантастик якимось чином помирає, а чорний костюм Людини-павука змушує його холодніти та прискорює його старіння до стану скелета. Зрештою, у деяких мешканців є діти, які успадковують деякі з їхніх здібностей, зокрема Бравадо (син Тора та Чарівниці), Чокголд (дочка Людини-поглинача та Титанії), Хрестоносець (дочка Капітана Америки та Роуга), Світлячок (син Людини-Факела та Оси), Алігатор (син Ящірки), Зловмисник (син Доктора Дума та Чарівниці, що робить його зведеним братом Бравадо), Молекулон (син Людини-Молекули та Вулкана), Мустанґ (син Соколиного Ока і Галка), Рейза (сина Врекера) і Торрента (сина Шторма і Росомахи). До 18-го дня народження Бравадо Зловмисник позбавляється свого батька і збирає Чокголда, Гатор, Кло, Молекулона та Рейза для змови, щоб захопити Світ Битв. Бравадо, Хрестоносець, Світлячок, Мустанґ, Торрент, а також герої та реформовані лиходії перемагають їх. Галк і Доктор Дум (який імітував свою смерть, коли Зловмисник напав на нього) повертаються, щоб допомогти покласти край конфлікту. Галк використав технологію 30-го століття від померлого Канґа, щоб створити портал, який доставить усіх додому за допомогою молота Тора. Незабаром з'являється Уату і попереджає їх про погане, що станеться, якщо вони повернуться на Землю. Хоча дорослі відмовляються від подорожі, молодші герої викрадаються вночі й потрапляють на Землю, яку переповнюють Вартові. П'ятеро погоджуються залишитися на Землі як Месники та звільнити Землю.[27] У зв’язку з цим ці п’ятеро з’явилися в сюжетній лінії Destiny War.
- В іншому альтернативному всесвіті Доктор Дум зберігає силу Потойбічного та захоплює всесвіт.[28]

### Таємні війни(2015)
У травні 2015 року Marvel опублікували нову міні-серію «Таємні війни», написаний Джонатаном Гікманом і намальований Есадом Рібічем, який продовжив сюжетну лінію «Час закінчився» того часу в «Месниках» і «Нових месниках». Сюжетна лінія передбачала поєднання Всесвіту Marvel з іншими альтернативними всесвітами, включаючи Всесвіт Ultimate, а також Всесвіт 2099 року, щоб сформувати Світ Битв, світ, який демонструє аспекти різних усесвітів. Основна обмежена серія складалася з дев’яти випусків і тривала вісім місяців, закінчившись у січні 2016 року. Один із ключових міні-серій, Ultimate End, припинив випуск Ultimate Marvel після 15 років на той час. Ultimate End написаний Браяном Майклом Бендісом і художником Марком Беглі, командою, яка започаткувала всесвіт Ultimate Marvel з Ultimate Spider-Man.

### Людина-павук: Історія життя
У Людина-павук: Історія життя, яка зображує альтернативну версію Всесвіту Marvel (з позначенням Земля-2447), де персонажі старіли в реальному часі та дебютували в тому ж році, що й їхні перші публікації, Таємні війни почалися в 1984 році, коли ряд супергероїв зі Сполучених Штатів Америки було перевезено до Світу Битв під час «російської війни» (Третьої світової війни в цій реальності). Серед них був Людина-павук, який отримав костюм симбіота/чорного Венома, як і його колега Земля-616.

## В інших проєктах

### Телебачення
- Скорочена форма сюжету «Таємних війн» 1990-х років з’явилася в анімаційному телесеріалі «Людина-павук», у якому Потойбічний та Мадам Павутина вибрали Людину-павука очолити команду героїв (що складається з нього самого, Фантастичної четвірки, Залізної людини, Капітан Америка, Шторм, а пізніше Чорна Кішка) проти лиходіїв Доктора Восьминога, Доктора Дума, Алістера Сміта, Ящірки (який пізніше змінив сторону) і Червоного Черепа. Мета полягала нібито в тому, щоб визначити, добро чи зло було сильнішим, але пізніше було виявлено після війни, що справжня мета полягала в тому, щоб визначити, хто з кількох альтернативних Людей-павуків був гідний очолити команду, щоб врятувати мультивсесвіт від спотвореної бійні павуків. В одному повністю написаному розділі «Таємних війн» розповідалося про те, що Людина-павук знайшов інший чорний костюм і Людей Ікс, але перевіз акторський склад Людей Ікс до Лос-Анджелеса (де базувалося виробництво мультсеріалу про Людину-павука) з Канади (де заснований анімаційний серіал «Люди Ікс») був занадто дорогим у попередніх епізодах, у яких з’являлися Люди Ікс, тому цей епізод було вилучено, а для решти розділів «Таємних воєн» використовувався лише Шторм через те, що Іона Морріс (який був першим голосом Шторма) живе в Лос-Анджелесі.[35][36] Галк і Жінка-Галк не використовувалися в цих епізодах, оскільки серіал про Галка був на UPN.[35][36] Крім того, Квінтон Флінн був єдиним актором озвучення, який повторив свою роль з мультсеріалу «Фантастична четвірка».[36]
- Четвертий сезон анімаційного шоу «Месники: Загальний збір» називається «Месники: Таємні війни» за сюжетною лінією, але зосереджується лише на Месниках. Як виявилося, Локі розповів про існування Землі могутній істоті, яка стала відомою як Потойбічник. На превеликий розчарування Локі, Потойбічник використовує міст Біфрест, щоб захопити різні частини Землі, місця у всесвіті, такі як Асґард, та інші реальності, включаючи ту, де Тоні Старк опинився на мілині, а потім об’єднує їх, щоб сформувати Світ Битв для свого «експерименту», взявши з собою тих, хто там живе, включаючи Месників. Оскільки Залізна людина повернулася з ними, Месники повинні укласти малоймовірний союз із Локі, щоб відбудувати міст Біфрест і повернути всіх на Землю. Під час останньої битви проти Потойбічного Доктор Стрендж дає Локі Око Аґамотто, щоб почати активацію мосту Біфрост, а Тор кидає Мйольнір Джейн Фостер, щоб врятувати її від пливучих пісків, перетворюючи її на Могутню Тор. Завдяки їхнім зусиллям вони нарешті скасовують експеримент Потойбічного, але Локі має свої нові плани влади щодо завоювання Асґарду, Землі та інших місць. За допомогою форми Тор Джейн Фостер і Месники перемагають Локі, якого поглинув Темний. Після того, як Тор повертає Мйольнір, Одін дає нову зброю, створену для Джейн Фостер; її зброя називається Удар Грому.[37][38]

### Фільми
- У липні 2022 року на Comic Con у Сан-Дієго продюсер і голова Marvel Studios Кевін Файґі оголосив, що фільм «Таємні війни» під назвою «Месники: Таємні війни» знаходиться в стадії розробки та має вийде 7 листопада 2025 року відразу після «Месників»: Династія Канґа» 2 травня в США. Дія відбувається у кіновсесвіті Marvel.[39]

### Відеоігри
- Рекламна листівка для Marvel Super Hero Squad Online була фрагментом Secret Wars #1.
- Мобільна гра Marvel Realm of Champions заснована на сюжетній лінії Secret Wars 1984 року.

### Товари
- З 1984 по 1985 рік компанія Mattel випустила три хвилі фігурок, транспортних засобів і аксесуарів у лінії іграшок «Таємні війни».
- Оригінальна сторінка 1984 року Marvel Superheroes Secret Wars, на якій Людина-павук вперше одягнений у чорний костюм, була продана Heritage Auctions у січні 2022 року за понад 3 мільйони доларів.[40]